# Pallonetto ligure
Il pallonetto ligure è uno sport sferistico originario della Liguria praticato prevalentemente in pubbliche strade.

## Varietà di gioco

### Pallonetto al lungo
Regolamento:
- Giocatori 3 contro 3.
- Giocatori 2 contro 2.  La sfida due contro due o uno contro uno si può fare solo in una via stretta.
- Giocatori 1 contro 1.
- Battuta lanciandosi la palla.
- Fasciatura permessa con guantini (ciclista, pesista), polsini, fazzoletti.
- Parte valida del corpo: tutto l'avambraccio (escluso gomito) anche a pugno chiuso, ma in questo caso solo con la parte interna.
- Palla da tennis privata dello strato di feltro.
- 2 cacce (1 sola con una squadra sui 40 punti)
- I terzini come nella pallapugno devono partire in battuta da dietro la linea di mezzo, il posizionamento libero avviene solo nei carruggi, perché si sfruttano le rientranze della strada (altrimenti ti centra un tuo collega).
- Campo minimo da 60 m in su. Sopra i 60 m. si può giocare con muro di appoggio o alla lizza. L'intra di volo sui 60 m. è fallo (o da ribattere) in caso di battuta, non in ribattuta.
- Le palle di volo in un portico segnano la caccia in una strada laterale, se c'è la riga bianca per terra, è fallo di volo, caccia se escono dopo uno o più rimbalzi e la caccia si segna sul punto di uscita.
- Partita ai 5 giochi (con vantaggio sul 40 pari).

### Pallonetto al corto
Regolamento:
- Pallonetto in un campo sotto i 60-50 m. con appoggio laterale.
- Giocatori 3 contro 3
- Battuta lanciandosi la palla.
- Fasciatura negata, al massimo polsini.
- Parte valida del corpo: tutto l'avambraccio (escluso gomito) solo di patta (mano aperta).
- Palla da tennis privata dello strato di feltro.
- 2 cacce (1 sola con una squadra a 40)
- Come nella pallapugno i terzini devono partire in battuta da dietro la linea di mezzo, come comunque nel Pallonetto al Lungo.
- Campo minimo da 50-40 m. in giù. L'intra di volo è sempre fallo sopra una riga segnata al fondo del campo di altezza 2 m. sempre in battuta, se però in ribattuta schiacci la palla sotto i due metri è punto, ma se la mandi sopra è fallo.
- Le palle che entrano in portici, strade laterali ecc. segnano la caccia come nel pallonetto al lungo.
- Partita ai 5 giochi (con vantaggio sul 40 pari).

### Baletta
Regolamento:
- Palla di stracci appallottolati tenuti assieme da un cordino.
- Si gioca “al corto”.
- Solo palmo della mano per colpire.
- Per il resto valgono le regole del pallonetto.
- Palla da 30 a 40 g.

### Pallonetto di Chiusavecchia
Regolamento:
- Palle da tennis.
- Battuta lanciando la palla contro un muro e ricadente in un determinato spazio. Si segna un rettangolo per terra (area dove può stare chi ribatte la palla che cade dal muro contro cui è lanciata da un battitore e sul muro c'è un altro spazio entro cui la palla deve picchiare.
- 3 giocatori contro altri 3.
- Fasciatura permessa e pugno chiuso come pallonetto.
- L'intra è di volo.
- Altre regole uguali a quelle del pallonetto.

### Pallonetto ai tetti
Regolamento:
- Palla da tennis.
- Palla lanciata sul tetto per iniziare il gioco.
- Pugno chiuso, mano fasciata.
- Per il resto regole del pallonetto.
- Con le stesse regole si può giocare con palla da tennis privata dello strato di feltro chiamandolo pallonetto veloce ai tetti.

### Ciappetta
Regolamento:
- L'inizio del gioco avviene con il lancio della palla da tennis privata dello strato di feltro sul ripiano quasi orizzontale detto ciappetta o pantalera.
- Guanto e uso di pugno permesso.
- Per il resto come il pallonetto.